# اوتینگ
اوتینگ (به آلمانی: Utting) یک شهر در آلمان است که در بایرن واقع شده‌است.

## خصوصیات
اوتینگ ۱۹٫۰۳ کیلومترمربع مساحت دارد ۵۵۴ متر بالاتر از سطح دریا واقع شده‌است.

## خواهرخوانده
شهر Auray خواهرخواندهٔ اوتینگ هست.